# Вождение коня

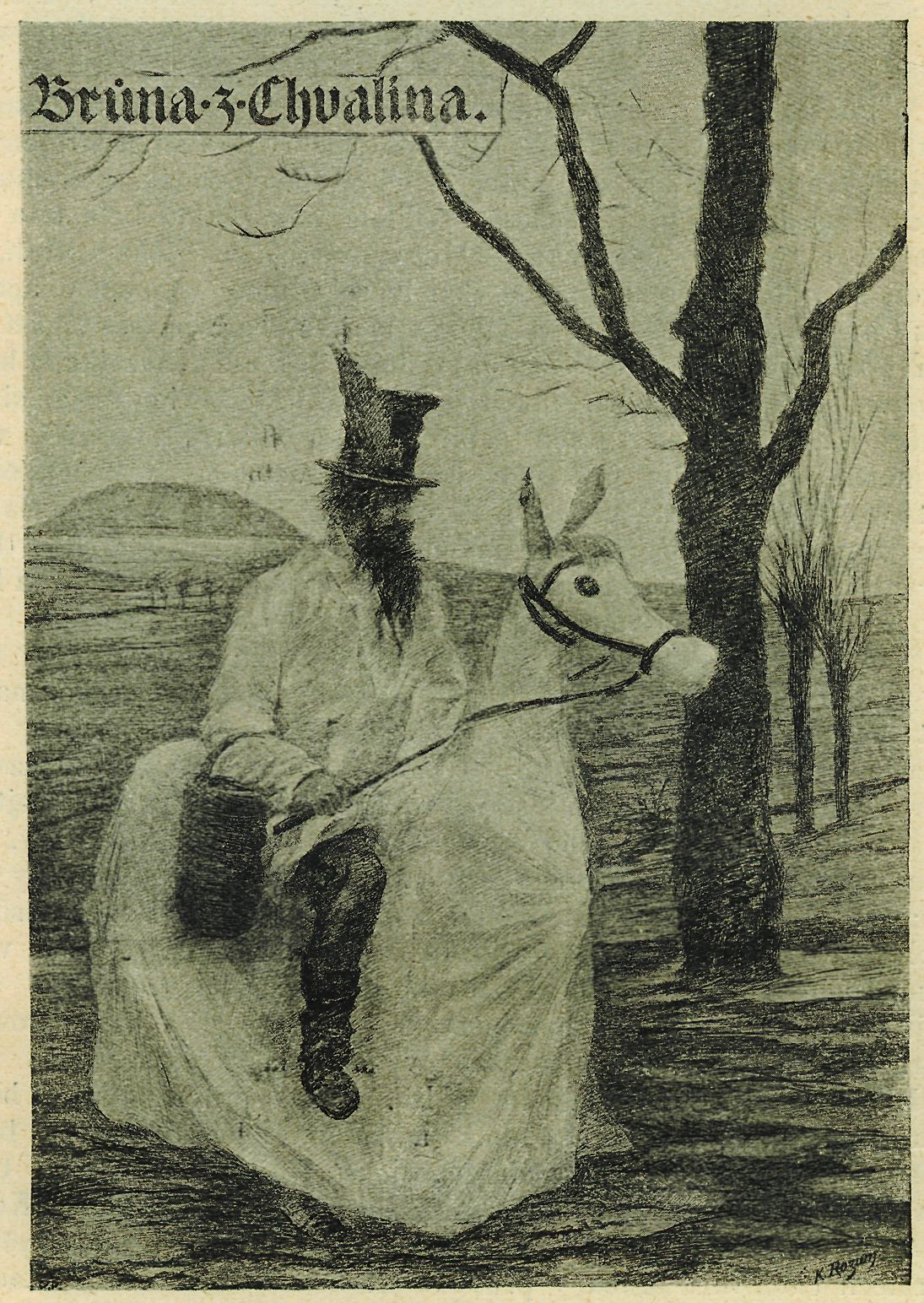
Ряженый «Конь». Чехия

Вождение коня (Водить кобылу, Рядить лошадь, Наряжать кобылу, Наряжать коня (калуж.), Хоронить кобылу, Купание коня, Вождение русалки, Провожать весну, пол. Chodzenie z konikiem) — славянский обряд вождения ряженого конём на зимние Святки, Светлую и Русальную недели. Обряд зафиксирован у русских, поляков, словаков и чехов.
У русских обряд известен в некоторых южно-русских и поволжских областях. «Коня» представляли один или двое парней, в роли «погонщика» ходил «дед», одетый в лохмотья, их сопровождала толпа односельчан. В Воронежской и Саратовской областях этот ритуал назывался «вождением русалки»: процессия во главе с «конём» двигалась вдоль села, в конце его «конь-русалка» валился на бок, подняв ноги и изображая смерть; остальные участники растаскивали части наряда в разные стороны, забрасывали в овраг. В Нижегородской области подобные троицкие обходы с «конём» назывались «рядить лошадь», «наряжать кобылу», «хоронить кобылу», «провожать весну».
В троицких обрядах иногда ряженого заменяло чучело «коня»: лошадиный череп, надетый на палку, или изготовленную из дерева голову коня носили по селу, а затем бросали в реку, в овраг, разбивали и т. п.

## Русские обычаи
В Павловском районе Воронежской области был обычай «водить кобылу»: «На четвёртый день пасхальной недели „водили кобылу“. На палке делали голову, привязывали хвост, накрывали веретьем. Сверху на эту лошадь садились желающие покататься. Мужчина наряжался цыганом и водил эту кобылу по улице. Когда кобыла падала, тогда цыган „грыз“ ей ухо и она вставала». У умелых коневодцев (парней, изображавших кобылу) лошадь «умела» танцевать и вставать на дыбы, она лягала всех подряд, а особенно девок. Сходные ритуальные действия совершались в других районах области на Троицу, а в иных местах на зимние святки.
С середины XIX века известно об обряде в селе Ульяновка Лукояновского уезда Нижегородской губернии. Молодёжь отмечает «проводы русалки», которые одновременно понимаются и как проводы весны. Участники собираются на площади в центре села и кого-нибудь из парней наряжают кобылой. Лошадь играют двое парней: переднему дают в руки развилки (вилы с двумя зубьями), на которых воткнута кобылья голова, задний держит его за плечи или за пояс. На голову накидывают им полотно, подвешивают под шею колокольчик, заднему привязывают сзади к поясу хвост — пучок измятого льна. Верхом сажают мальчика-подростка не старше 15 лет с прутом, которым он подгоняет лошадь, иногда в шутку хлестает любопытных. В некоторых местах кобыла идёт без наездника.

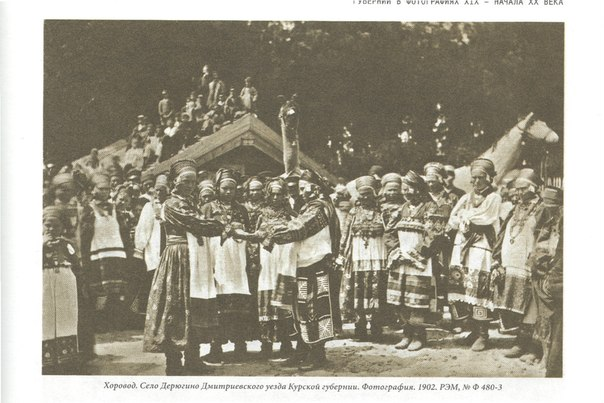
Вождение коня на Троицкой неделе. Хоровод. Село Дерюгино Дмитриевского уезда Курской губернии. 1902 год

Кобыла ведёт себя озорно и весело: резко развернувшись, он порой сломя голову бежит на толпу, где приплясывает, лягается, чем и доставляет особенное удовольствие ребятне. Коня за узду с достоинством ведёт цыган, отпуская каждый раз своего коня для очередного забега на толпу и снова принимая его по возвращении. Конь периодически сворачивает с дороги и подходит к домам, где поводырь просит подать на прокорм коня. Собирают продукты и деньги две цыганки, при этом они гадают, поют и пляшут. В шествии участвует музыкант-гармонист и ряженая баба, которая поёт частушки неприличного содержания. Рядом с лошадью потешаются и прыгают мальчишки. Позади идёт весь хоровод с громкими прощальными песнями. Придя в поле, говорят: «Ну, давайте, братцы, обдирать кобылу», и затем кобылью голову кидают в сторону, полотно с несущих сбрасывают, все окружают их и начинают хороводить. Кобылку, которую водили в селе Мурзицы Сеченовского района, разрывали в поле или у реки, после чего гулянье продолжалось. В некоторых местах голову коня или кобылки делали из настоящего черепа лошади. Подобный обряд проводов весны с ряженым конём был распространён в Лукояновском, Первомайском, Большеболдинском, Сергачском и Арзамасском районах Нижегородской области.

«Вождение русалки» (коня) в с. Оськино Воронежской губернии. 1930-е.

Подобный обряд в с. Оськино Хохольского района Воронежской области назывался «вождение русалки». «Водили русалку» в Русальское заговенье. Русалкой-конём рядились двое мужчин, им на плечи клали лестницу и накрывали сверху материей, делали хвост из конопли. Стоящий впереди держал в руках вилы, на которых была прикреплена лошадиная голова, с рогами (ушами) и бородой из конопли. Руководители проводами специалисты-«русальщики», которые и делали коня. Один из них был «вожак» в глиняной маске. Вёл русалку ряженый «цыган» с кнутом. Иногда водили двое-трое: один вёл за узду, другой шёл с плёткой, третий — «цыган». Иногда с ними шла женщина-«цыганка», она всем гадала и за гаданье просила награду. «Русалка» плясала, за людьми бегала, бодалась. Процессия обходила всё село. Подойдя к дому, «Русалка» била рогами в ворота, ложилась и не уходила, пока ей не дадут подарок (яйцо, кусок мяса, конфеты). Того, кто не даст подарок, русалка грозилась забодать. Женщины и дети приговаривали: «Русалушка, русалушка, боюсь я тебя, забрухаешь ты меня». Подарки собирали 3—4 женщины с вёдрами. Ряженые водили хоровод вокруг русалки, приплясывали. Одевались как можно смешнее. Женщины надевали понёвы, яркие кофты, цветастые платки, лапти, мазали брови сажей, красили щёки свеклой. Сопровождали процессию женщины, которые исполняли песню «В лелей холоду». Иногда на дороге встречались две русалки. Они начинали драться друг с другом. Русалка могла упасть, и тогда её отливали, поливая из чайника водой. Во время «вождения русалки» разыгрывались весёлые сценки, конь-русалка плясала, бросалась на людей, как бы давя их, и т. п., кончалось же всё её смертью: конь-русалка валился на бок и поднимал вверх ноги, а народ разрушал его, растаскивал всё в разные стороны, разбивал глиняную маску, деревянный же остов коня, вилы, на которых держалась голова, и узду убирали и сохраняли до будущего года. После того, как всё село обошли и набрали подарков, русальщики заходили в какой-нибудь дом и готовили обед. Все участники обедали, пели песни, веселились, плясали.